# Аброськін В'ячеслав Васильович
В'ячесла́в Васи́льович Абро́ськін (нар. 20 квітня 1973) — колишній ректор Одеського університету МВС, був першим заступником Голови Національної поліції України і керівником кримінальної поліції, генерал поліції 2-го рангу.
З 10 березня 2017 року був заступником Голови Національної поліції України. Раніше начальник Головного управління Національної поліції в Донецькій області, начальник Головного управління Міністерства внутрішніх справ України в Донецькій області з 9 листопада 2014 року, генерал-майор міліції (19.12.2014).
Перший заступник Голови Національної поліції України — начальник кримінальної поліції
19 липня 2017 — 12 вересня 2019

## Біографія
Народився 20 квітня 1973 року. Працював заступником начальника УМВС України у Севастополі, виїхав з Криму після початку тимчасової окупації російськими військами.
Був заступником начальника Департаменту карного розшуку МВС України. По тому — очолив спецгрупу МВС, котра відловлювала бандитів, терористів та міліціонерів-зрадників. Дана група затримала заступника начальника міліції міста Дзержинська — котрий грабував разом з терористами жителів міста; затримала працівника макіївської прокуратури, котрий перейшов на бік «ДНР», особистого охоронця Гіркіна в Костянтинівці, 7 листопада 2014-го — затримання терориста на прізвисько «Кіпеш».
4 жовтня 2019 року призначений ректором Одеського державного університету внутрішніх справ .
8 жовтня 2021 року наказом міністра МВС Дениса Монастирського звільнений з посади ректора Одеського університету МВС. Причиною було вказано систематичне невиконання службових обов'язків.

## Звання
- 23 серпня 2017 — генерал поліції другого рангу.[7]

## Нагороди
- Орден «За мужність» III ст. (21 серпня 2014) — за особисту мужність і героїзм, виявлені у захисті державного суверенітету та територіальної цілісності України, вірність військовій присязі, високопрофесійне виконання службового обов'язку[8]